# لواسان
لَواسان یکی از شهرهای شهرستان شمیرانات در استان تهران و بخش لواسانات است. لواسان در درّه‌ای واقع در دامنه‌های جنوبی کوه‌های البرز ساخته شده که رودخانه جاجرود و شعبه‌های آن (بخشی از حوضه آبریز دریاچه نمک) در همسایگی آن قرار دارد. شهر لواسان در ۱۱ کیلومتری شمال شرق تهران قرار دارد. فاصله لواسان تا اتوبان بابایی تهران حدود ۷ کیلومتر می‌باشد که در کمتر از ۳۰ دقیقه می‌توان به آن دسترسی داشت. همچنین این باغشهر از طریق جاده لشگرک، جاده تلو و بلوار استخر به تهران دسترسی دارد.

## ریشه‌شناسی لواسان و پاره‌ای از تاریخ منطقه
- لواسان در زبان پارسی پهلوی به معنای لبه یا تیغه کوهی است که محل طلوع خورشید است و از دو بخش «لو» و «آسان» تشکیل شده که معانی آن‌ها بدین شرح است: ۱- لو به معنی «لب یا لبه، سره و تیغه کوه» است همچنان‌که در لهجه قدیم مردم تهران «لواشُدَنِ خورشید (به لهجه محلی: لَواشُویَن)» به معنی به سر کوه رسیدن نور خورشید به هنگام غروب است، همچنین به معنای به قله کوه رسیدن انسان یا حیوانات نیز می‌باشد؛ همچنین لو در این گویش به معنی کنار است (مثل "لو دره" که به چم کنار دره است). "لو" به معنی سره و تیغه کوه در نام نقاطی از معابر کوه‌ها در راه‌های کوهستانی قصران نیز در پاره‌ای از آبادی‌های قصرانِ درونی بکار می‌رود، مانند سرلو در نزدیکی افجه یا «سر لو فشم (مخففا سلّو فشم)» میان آبادی‌های آهار و فشم و «سرلوآهاربَشم (مخففا سلّوآهاربشم)» میان آبادی‌های شهرستانک و آهار و غیره… در کل "لو" صورت محلی کلمه لب (در زبان پهلوی: لَپ[lap]) است و دلیل آن اینکه: هنرمندان لواسانی که در طهران قدیم کار می‌کرده‌اند، خود را لباسانی می‌خوانده‌اند؛ چنان‌که نام سازندهٔ در قدیمی و نفیس بقعه سید اسماعیل در تهران که مورخ به تاریخ ۸۸۶ هجری است؛ در سرلوحه آن چنین خوانده می‌شود: "عمل استاد حسین بن حسن نجار لباسانی" و همچنین نام سازندگان صندوق بقعه امامزاده یحیی، که از سال ۸۹۵ هجری بجا مانده چنین است: " عمل استاد حسین و اخوه محمد بن حسن لباسانی" و نیز در کتیبه مرقد امامزاده قاسم در شمیران به تاریخ ۹۶۳ هجری چنین خوانده می‌شود: " به عمل قطب الدین بن سیف نجار بن اسکندر معصوم لباسانی". ضمناً از تبدیل یافتن "واو" و "ب" به یکدیگر در زبان‌های کهنه و نوی ایرانی شواهد فراوانی مثل "واته" و "باد"، "بالاً و "والاً و صدها مثال دیگر وجود دارد. ۲- واژه آسان که صفت فاعلی از مصدر "آسدن" و ریشه "آس" به معنی بلند شدن و برخاستن و نیز آمدن است، همان است که در نامگذاری سرزمین فارسی‌زبان خراسان نیز بکار گرفته شده است و الف و نون در آخر دو کلمه لواسان و خراسان علامت صفت فاعلی است نه پسوند مکان. خور یا خُر در نام خراسان (یا خوراسان) به معنی خورشید بوده و در کل به معنی جایی می‌باشد که خورشید از آن بالا می‌آید و طلوع می‌کند؛ چنان‌که فخرالدین اسعد گرگانی که در حدود سال ۴۴۶ هجری داستان ویس و رامین را که از ماجراهای افسانه آمیز دوره اشکانی و در اصل به زبان پهلوی بوده، به نظم فارسی برگردانده است، در معنی خراسان اینچنین سروده است:

| زبان پهلوی هر کو شناسد      |  | خراسان آن بود کز وی خور آسد  |
| خور آسد پهلوی باشد خور آید  |  | عراق و پارس را خور زو بر آید |
| خورآسان را بود معنی خورآیان |  | کجا از وی خورآید سوی ایران   |

دیگر موارد نیز اثبات می‌نماید که شبهه‌ای در این که آسان به معنی برآینده و سرزننده است، وجود ندارد، مثلاً به همین معنی کلمه آسغ در لهجه بلوچی و آسین در لهجه استرآبادی (گرگانی) که به معنی آمدن می‌باشند در این گویش‌ها وجود دارند و در لهجه بلوچی نیز آسان با کلمه روش (از ریشه روشن و روشنائی) ترکیب شده و به صورت "روش آسان" معنی برآمدن آفتاب و برخاستن خورشید گرفته است. در زبان ارمنی نیز کلمه اَسَن که از زبان‌های ایرانی (پهلوی) به عاریت گرفته شده به همین معنی موجود است. همچنین استاد پورداوود در مقاله خورشید، مندرج در یشتها ذکر کرده است: «خراسان نیز که از قدیم تا به امروز اسم ایالت شرقی ایران است به معنی مشرق است، که جزء اخیر این اسم (آسان) به معنی برآینده و بالارونده است»، با توجه به تفصیلات فوق لواسان نیز به همان صورت به معنای لبه یا جایی است که در آن «بالا آمدن» (اشاره به خورشید) صورت می‌پذیرد بنابراین با لفظی بهتر می‌توان گفت لواسان به معنای تیغه کوهی است که محل برآمدن خورشید می‌باشد زیرا در اصطلاح و شیوه ایرانیان اینطور بوده است که آغاز بامداد را به برآمدن خورشید از پشت کوه یاد می‌کرده‌اند و به ویژه رشته کوه البرز را جایگاه طلوع خورشید می‌دانسته‌اند که مثال از این باب فراوان است. در اوستا، البرز محل طلوع و غروب خورشید دانسته شده و در مهریشت بند ۱۱۸ آمده است: (با ستایش پسین، یا ستایش پیشین، من تقرب می‌جویم مادامی که خورشید از بالای آن (کوه) بلند هرا (هرابرز یا البرز) طلوع کند و غروب نماید) و در وندیداد چنین آمده است: (برخیز ای خورشید با اسبان تندرو از میان کوه البرز عبور کن و جهان را منور و روشن گردان).
- نام لواسان را نخستین بار ناصر خسرو قبادیانی بلخی در حدود هزار سال پیش در اوایل کتاب سفرنامهء خود بدین صورت در باب کوه دماوند ذکر کرده است: «میان ری و آمل کوه دماوند است مانند گنبدی که آن را لواسان گویند». بنابراین لواسان ابتدا به کوه دماوند گفته شده و سپس بر منطقه کوهستانی غرب و جنوب غرب کوه دماوند یعنی لواسانات نهاده شده است که حد میان ری و کوه دماوند محسوب می‌شود و با توجه به اینکه در پهنه قصران (معرب کوهسران) که شامل لواسانات، رودبار قصران، مابقی شمیران و تهران (بجز ری) نیز می‌شود؛ کوه فراوان است و از این همه کوه، در رشته شرقی آن به ویژه کوه دماوند که مرتفع‌ترین قله این پهنه وسیع است، این خاصیت وجود دارد که آفتاب بامدادی برای مردم هر دو قصران (علیا و سفلی) از آنجا سر بر می‌زند، نام لواسان به معنای تیغهٔ طلوع خورشید برای این منطقه نامی بسیار با مسمی و زیبا به نظر می‌رسد با توجیهی بدین تلخیص که در هر بامداد در پهنه شمالی ری قدیم و تهران کنونی آفتاب از آنجا (یعنی شرق) طلوع می‌کند.[۹]
- لازم است ذکر شود که گاهی از شهر لواسان در منابع و کتب تاریخی به صورت «کوشک دشت» یاد شده است. کوشک دشت به معنای دشتی است که کاخی در آن واقع می‌باشد. حسین کریمان نگارنده کتاب قصران (کوهسران) در ذکر حد شرقی قصران می‌نویسد: علی کامهٔ دیلمی که از سرداران صحنهٔ سیاست به عهد آل بویه بود و فخر الدوله بسال ۳۷۳ هجری او را از میان برداشت، در قصران برای خویش کاخی پی افکند و بعدها آن محل را کوشک دشت گفتند و کوشک دشت امروز شهر لواسان را گویند. ظهیرالدین مرعشی آملی در تاریخ طبرستان و رویان و مازندران در ذیل شرح خروج الثائر باللّه علوی گفته: «علی کامه را در طبرستان نایب خود گردانید و خود به عراق رفت. علی کامه در قصران به کنار جاجرود قصر بنیاد کرد و آنجا می‌بود. الحال آن وادی را کوشک دشت می‌خوانند، و تلی که آنجاست قصر علی کامه بوده است.[۱۰][۱۱] حاج معصومعلی شاه نیز در کتاب طرائق الحقایق از پهنه فعلی شهر لواسان با نام کوشک دشت یاد کرده است. هنوز برخی از بقایا و آثار این کاخ در نزدیکی سد لتیان مشاهده می‌شود.

## مکان‌نگاری
شهر لواسان در دامنهٔ رشته کوه البرز و در موقعیت ۳۵٫۸° عرض شمالی و ۵۱٫۶° طول شرقی واقع شده است. متوسط ارتفاع شهر ۱۷۰۰ متر از سطح دریا است که در ساحل دریاچه سد لتیان به ۱۶۰۰ متر و در شمالی‌ترین نقاط شهر به ۱۸۵۰ متر می‌رسد.
شهر لواسان را از شمال، کوه‌های ورجین، باغدره، کند و سینک* افجه، از سمت باختر کوه‌های قصران، از سمت شمال خاوری و خاور کوه‌های ایرا، فیل زمین، لواسانکوه و جاجرود و از جنوب کوه‌های تلو، قوچک، زینکوه و اراکوه در بر می‌گیرند.
این شهر مرکز بخش لواسانات می‌باشد. بخش لواسانات مناطق زیادی را دربر می‌گیرد اما بدنهٔ شهر لواسان را از باختر به خاور محله‌های لشگرک، باغ سرهنگ قریب، نوشانی، اصطلک، توک مزرعه، اصطلک پایین (کشفیا)، چناربن، احمدآباد، باستی، شورکاب، جائیج (جاج)، گلندوک (گلهم دو رودک)، نجارکلا (شامل سیدپیاز)، دستگرد، قاضی‌آباد، ناران، کلاک، باغ دره، سبو کوچک، تیمورآباد، ناظم آباد و سبو بزرگ و افجه، تشکیل می‌دهند. هر یک از محله‌های نامبرده فوق تا قبل از تأسیس شهرداری لواسان در سال ۱۳۴۹ توسط باغات و مزارع احاطه شده بودند اما با رشد شهرنشینی و مهاجرت و گسترش شهر لواسان که ناگزیر همراه با تخریب باغات و مزارع و تبدیل آن‌ها به ساختمان‌های مسکونی و ویلاها بوده است؛ به مرور بزرگتر شده و به همدیگر چسبیده، یکپارچه و ادغام گردیده‌اند.

## جمعیت
این شهر در سرشماری سال ۱۳۹۵ دارای ۱۸٬۱۴۶ نفر جمعیت بوده است که شامل ۹۳۱۸ نفر مرد، ۸۸۲۸ زن و ۶۱۳۰ خانوار بوده است.

## نام صحیح شهر لواسان
نام شهر لواسان بدون پسوند یا پیشوند می‌باشد و نباید آن را با دهستان لواسان کوچک یا دهستان لواسان بزرگ که دیگر مناطق بخش لواسانات هستند، اشتباه گرفت. گاهی اشتباهاً آن را شهر گلندوک یا شهر لواسان کوچک می‌نامند که این اسامی غیررسمی بوده و کاربرد ندارند زیرا دهستان لواسان بزرگ یا مرکز آن یعنی روستای لواسان بزرگ، شهر نیستند که برای رفع تشابه اسمی با آن‌ها از پسوند استفاده شود و اگر هم روزی شهر شوند وسعت آن‌ها به اندازه‌ای نیست که بزرگتر از شهر لواسان باشند. گذاشتن نام: «محله گلندوک» بر کل شهر لواسان که تنها یکی از چندین محله شهر لواسان است نیز یک غلط مصطلح دیگر است که در برخی موارد دیده می‌شود در حالی که برخی محله‌های شهر لواسان مثل نجارکلا و سبو از وسعت بیشتری برخوردارند و تنها دلیل این امر این است که شهرداری لواسان در بدو تأسیس در محله گلندوک احداث گردیده است. شهر فرحناز نام سابق لواسان بود که در دوره پهلوی دوم برای مدت کوتاهی بر روی این شهر نهاده بودند که با اعتراض اهالی شهر مجدداً به صورت شهر لواسان نامگذاری شد.

## زبان گفتاری

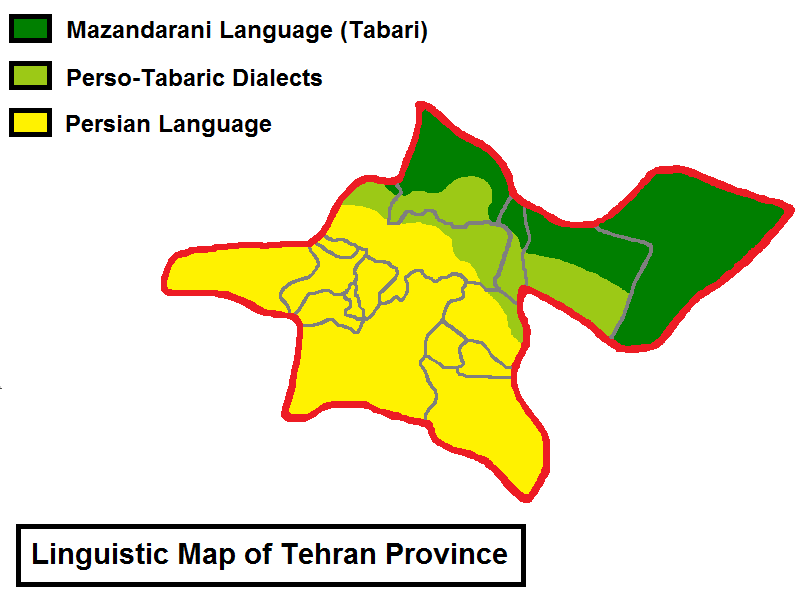
نقشهٔ زبانی استان تهران، رنگ سبز تیره زبان مازندرانی، رنگ سبز روشن گویش‌های فارسی-مازندرانی (تجریشی، لواسانی و دماوندی)، رنگ زرد زبان فارسی

بومیان لواسان و بیشتر آبادی‌ها بخش لواسانات به گویش لواسانی صحبت می‌کنند با این حال برخی آبادی‌های لواسان همچون همچون ایرا و وسکاره به زبان مازندرانی صحبت می‌کنند. گویش لواسانی گونه ای از گویش‌های فارسی-مازندرانی می‌باشد که شباهت بسیاری به زبان مازندرانی دارد. دانشنامه ایرانیکا درباب زبان مردم لواسان آورده است: مردم لواسان زبان بومی آمیخته‌ای از زبان فارسی و زبان‌های کاسپین دارند تا جایی که به زبان مازندرانی در روستاهای جنوب شرق لواسان چون وسکاره و ایرا می‌رسدگیتی دیهیم در کتاب بررسی خرده‌گویش‌های منطقهٔ قصران به انضمام واژه‌نامهٔ قصرانی آورده است: البته زبان رایج در لالان مانند اوشان، فشم، میگون و لواسان، کاملاً تاتی نیست و زبان مازندرانی بسیار در آن نفوذ یافته است. گویش مردم لالان به گویش روستاهای امامه، زایگان، آبنیک، گرمابدر، میگون و شمشک در قصران بسیار نزدیک است. نفوذ مازندرانی در زبان تاتی قصران به این دلیل است که قصران در گذشته تحت حاکمیت طبرستان قرار داشته اما در تقسیمات کشوری معاصر جزو استان تهران محسوب می‌شود.

## نژاد

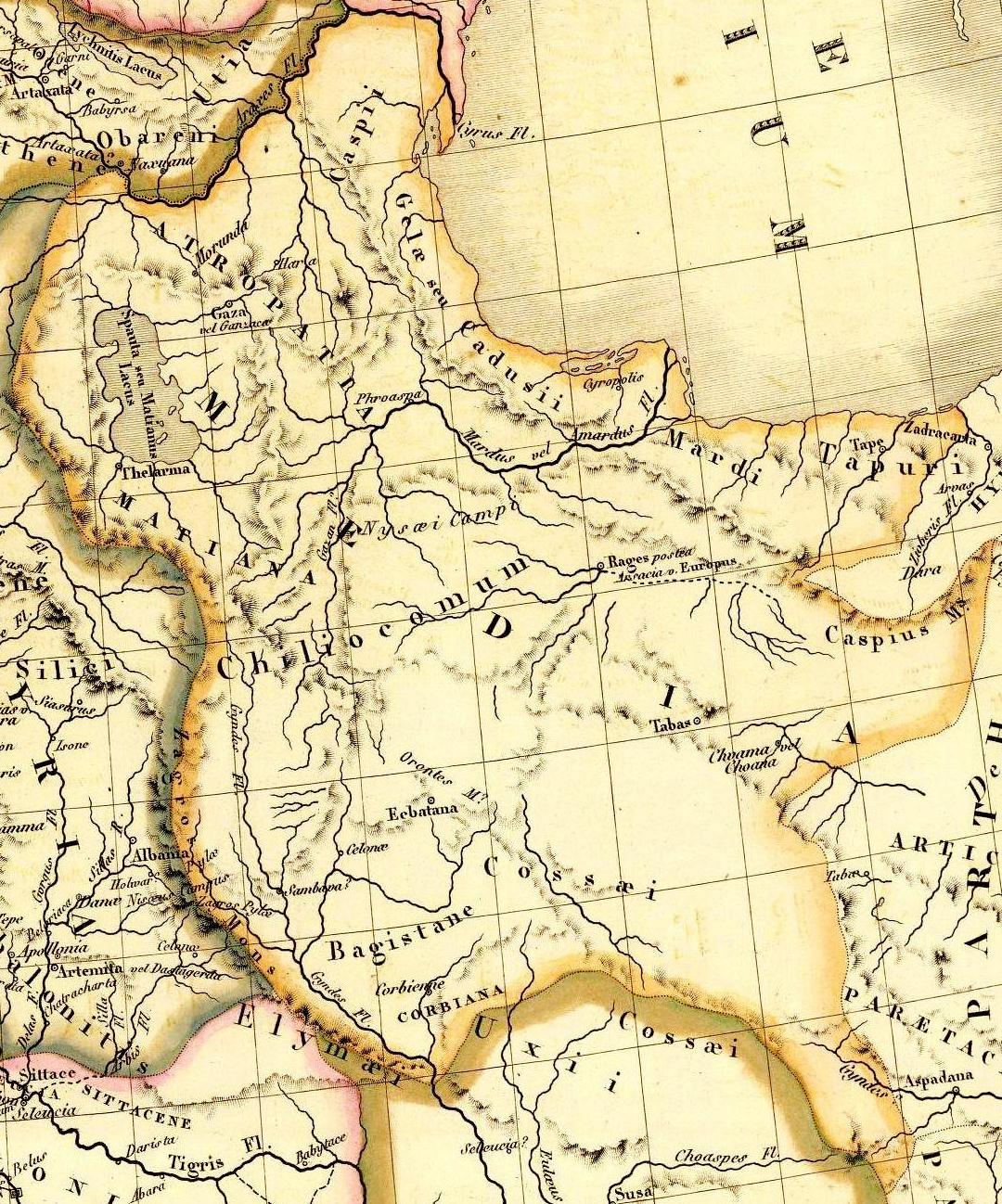
سرزمین مادها (شاخه‌ای از آریائی‌ها) که شامل ری، شمیران و لواسانات نیز می‌گردیده است.

نژاد مردم بومی شهر لواسان و مناطق دیگر لواسانات آریائی و همانند شهر ری باستان از شاخه مادها می‌باشد که به مرور زمان در پی مهاجرت‌های اقوام بنا به دلایل گوناگونی مثل جنگ، تجارت، کار، تبعید، حکمرانی و… اختلاط‌هایی با یونانی‌ها، سادات هاشمی و نیز اقوام دیگر ساکن در فلات ایران داشته است.

## سد لتیان و لواسان
در جنوب لواسان سد لَتیان قرار دارد که در سال ۱۳۴۶ به بهره‌برداری رسیده است. این سد بتونی نقش بسزایی در تأمین آب و برق شهر تهران دارد. نام این سد قبل از انقلاب فرحناز بوده است. رودخانهٔ جاجرود که از ارتفاعات کوه‌های دربندسر، گرمابدر، ایگل، زایگان و قسمت جنوبی توچال (بخشی از کوه‌های البرز مرکزی) سرچشمه می‌گیرد، آبریز اصلی سد است.
رودخانه‌های لوارک (کند)، افجه و لار (برگ جهان) و نیکنامده که قبل از احداث سد شاخه‌هایی از رود جاجرود بودند و به جاجرود می‌ریختند با گذر از لواسان، امروزه به خود دریاچهٔ سد می‌ریزند.
قبل از احداث سد در مکان امروزی دریاچهٔ سد، روستای آباد گارکلو و باغستانی که به آن شانی (شاهانی) می‌گفتند وجود داشته که دولت با قیمت خوبی زمین‌های اهالی را در سال ۱۳۴۳ خریداری نمود و اهالی در محله‌های نجارکلا، شورکاب، ناران و کلاک ساکن شدند.

## محله‌های داخل محدوده شهری لواسان
- لشگرک
- باغ سرهنگ قریب
- نوشانی
- اصطلک (به زبان عامیانه عسلک خوانده می‌شود - دانشگاه پیام نور واحد لواسانات در این محله قرار دارد)
- توک مزرعه
- اصطلک پایین (کشفیا)
- چناربن
- احمدآباد
- باستی یا همان شهرک باستی
- شورکاب
- جائیج (جاج): این محله باستانی و دارای تاریخ مدون است و از نظر رسمی و ثبتی شهرک سپاه، شهرک مخابرات (آزادگان) و شهرک پرواز را نیز دربرمی‌گیرد. نام جاجرود از این محل مشتق شده است.
- گلندوک (در اصل: گلهم دو رودک)
- نجارکلا (این محله شامل محله سیدپیاز هم می‌شود و در قدیم مرکز لواسانات، رودبار قصران، بومهن و سیاهرود بود)
- دستگرد
- قاضی‌آباد (قاضی با)
- کلاک
- ناران (نارون)
- باغ دره
- سبو کوچک (سب کوچیک)
- تیمورآباد
- ناظم آباد
- سبو بزرگ (سب بزرگ)
- لتیان
- تلو

## آثار باستانی و ملی شهر لواسان
- تپه‌حصارک لواسان
- خانه نظام‌السلطان و درخت چنارک
- قلعه باستانی باغ دره
- حمام محله ناران
- امامزاده عبدالله
- امامزاده فضلعلی
- امامزاده پیرعطا
- کوشک علی کامهٔ دیلمی از سرداران آل بویه
- حمام محله سبو کوچک
- محوطه باستانی سر قبر تاج الدین
- تپه باستانی ناظم آباد
- تپه و عمارت باستانی تنگل خانه
- تپه باستانی شهروا (شهرآباد) در محله نجارکلای پایین
- تپه شورکاب در ضلع شمالی شورکاب و در جنوب محله باستی واقع می‌باشد.

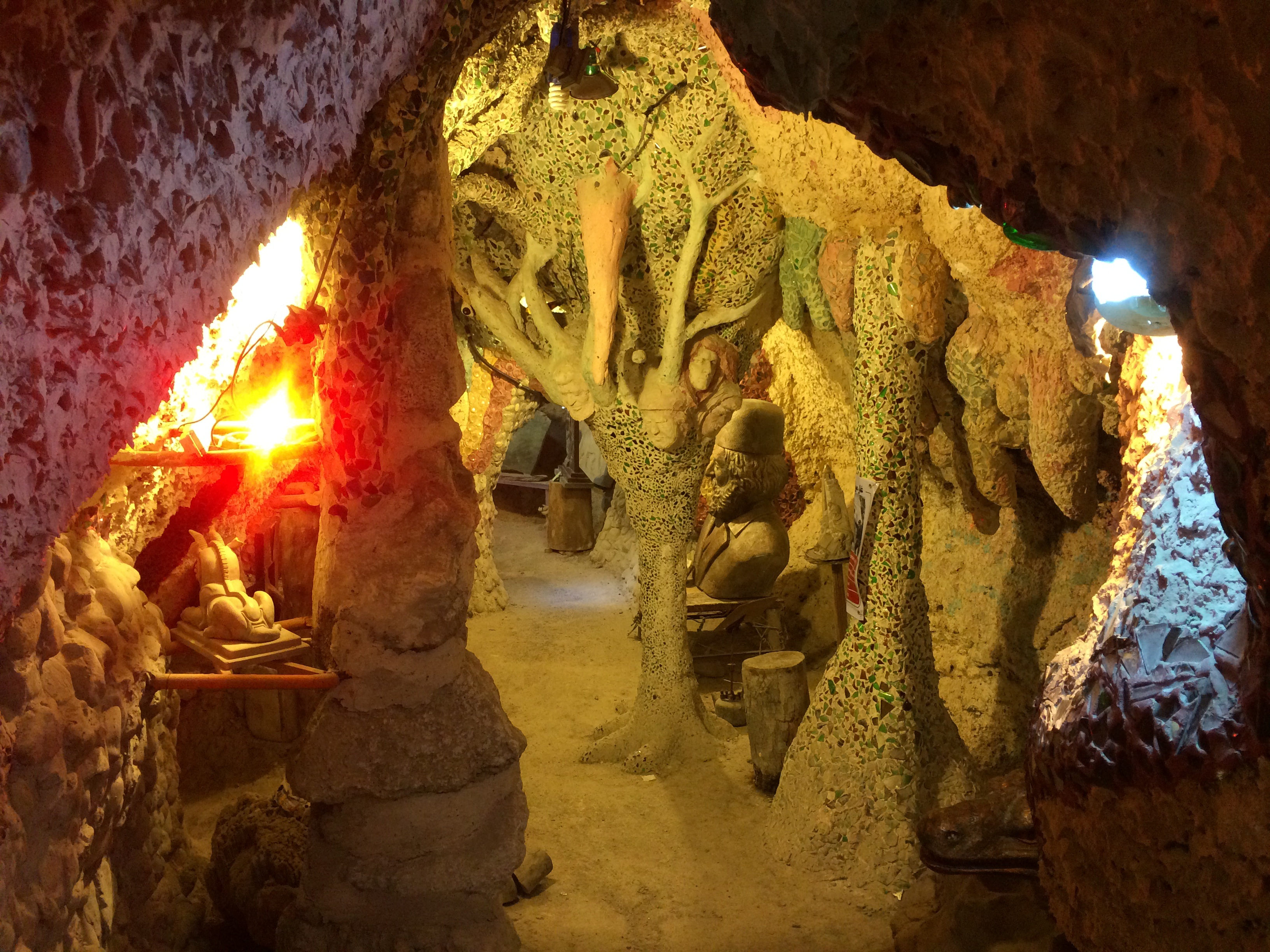
غارموزه وزیری از جاذبه‌های لواسان

## جاذبه‌های طبیعی و گردشگری شهر لواسان
- سد لتیان
- مهرچال
- گردنه قوچک
- اردوگاه امام خمینی (ره)
- منطقه حفاظت شده ورجین
- رودخانه جاجرود
- رودخانه افجه
- رودخانه کُند
- رودخانه لواسان
- آبشار ناران
- چنار کهنسال سربسته محله ناران
- پارک جنگلی تلو
- پارک جنگلی لتیان
- پارک آزادگان
- پارک مخابرات
- محوطه فرهنگی - ورزشی - تفریحی جائیج شامل زمین چمن فوتبال، والیبال و غیره در جنوب شهرک پرواز
- تپه سرخه
- رشته کوه‌های هزار دره
- کوه زینکوه
- کوه بندک
- قنات دکتر مؤتمنی در محله نجارکلا
- قنات احمدخان در محله گلندوک
- قنات محمدخان در منطقه (شهروا) محله نجارکلای پایین
- غار موزه وزیری

## مکان‌های مذهبی شهر لواسان
در شهر لواسان سه امامزاده بنام‌های امامزاده عبدالله و امامزاده فضلعلی و امامزاده پیرعطا به ترتیب در محله‌های جائیچ (جاج)، ناران و سبو بزرگ شهر مدفون هستند. متولیان امامزاده‌های لواسان اغلب افراد بومی هستند. هر محله شهر لواسان حداقل یک مسجد و چند حسینیه و تکیه دارد. حسینیه علی پروین در منزل شخصی اش واقع در محله شورکاب لواسان احداث گردیده است.